# Sklobeton (konstrukce)

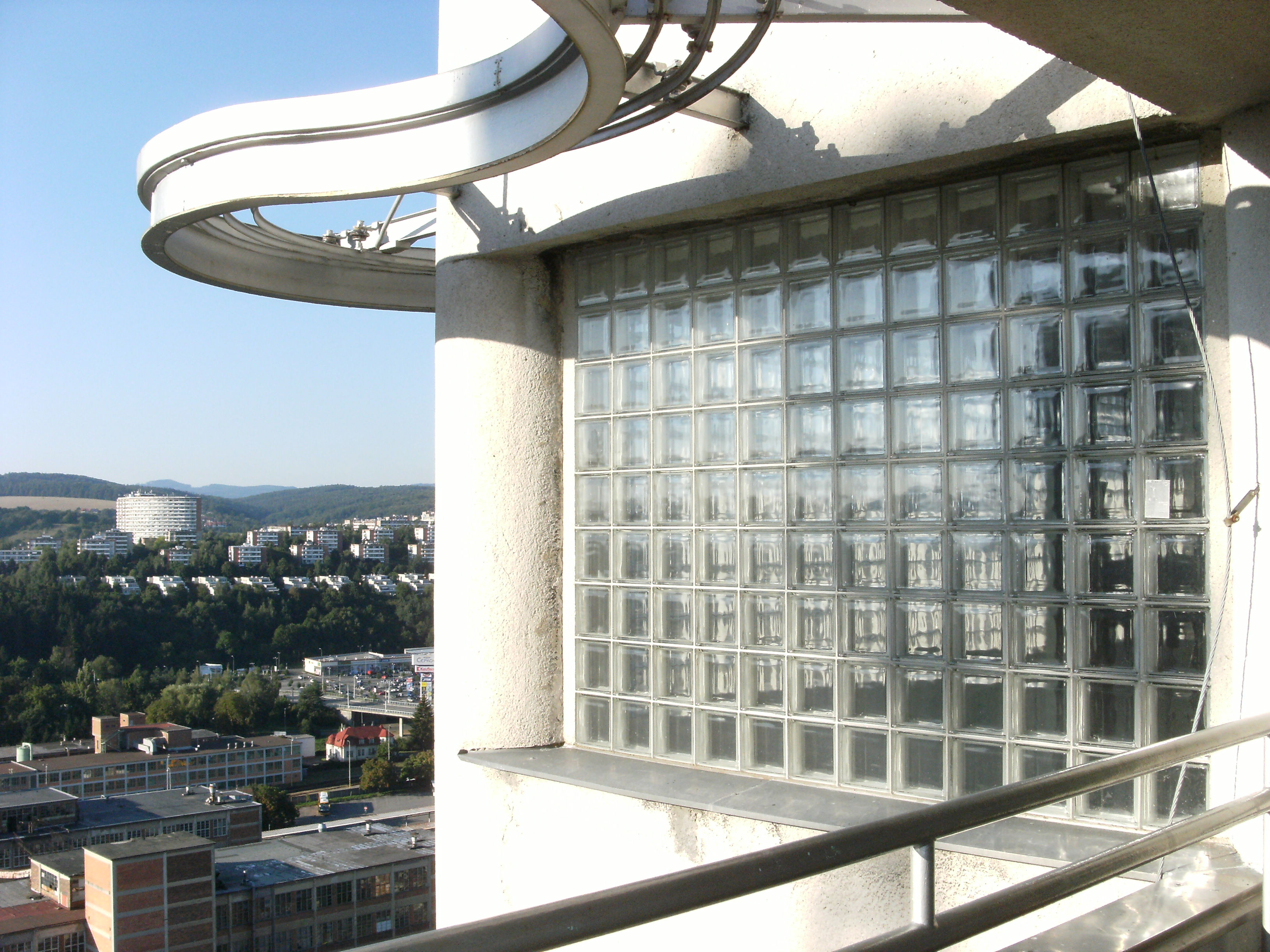
Sklobetonové okno
Baťův mrakodrap, Zlín

Sklobeton je zkrácený výraz pro stavební konstrukci tvořenou betonem, skleněnými tvárnicemi a ocelovou výztuží.

## Sklobetonové konstrukce
Ze sklobetonu se vytváří svislé i vodorovné konstrukce, které díky použitým luxferám umožňují různou míru prostupu světla skrz konstrukci. Vlastnosti sklobetonu jsou rozmanité a závisí na druhu a množství použitých materiálů. Nosnou konstrukci sklobetonových konstrukcí tvoří výhradně železobetonový (u nosných prvků), nebo betonový (u nenosných prvků) rám, případně trámy.

### Nosné konstrukce

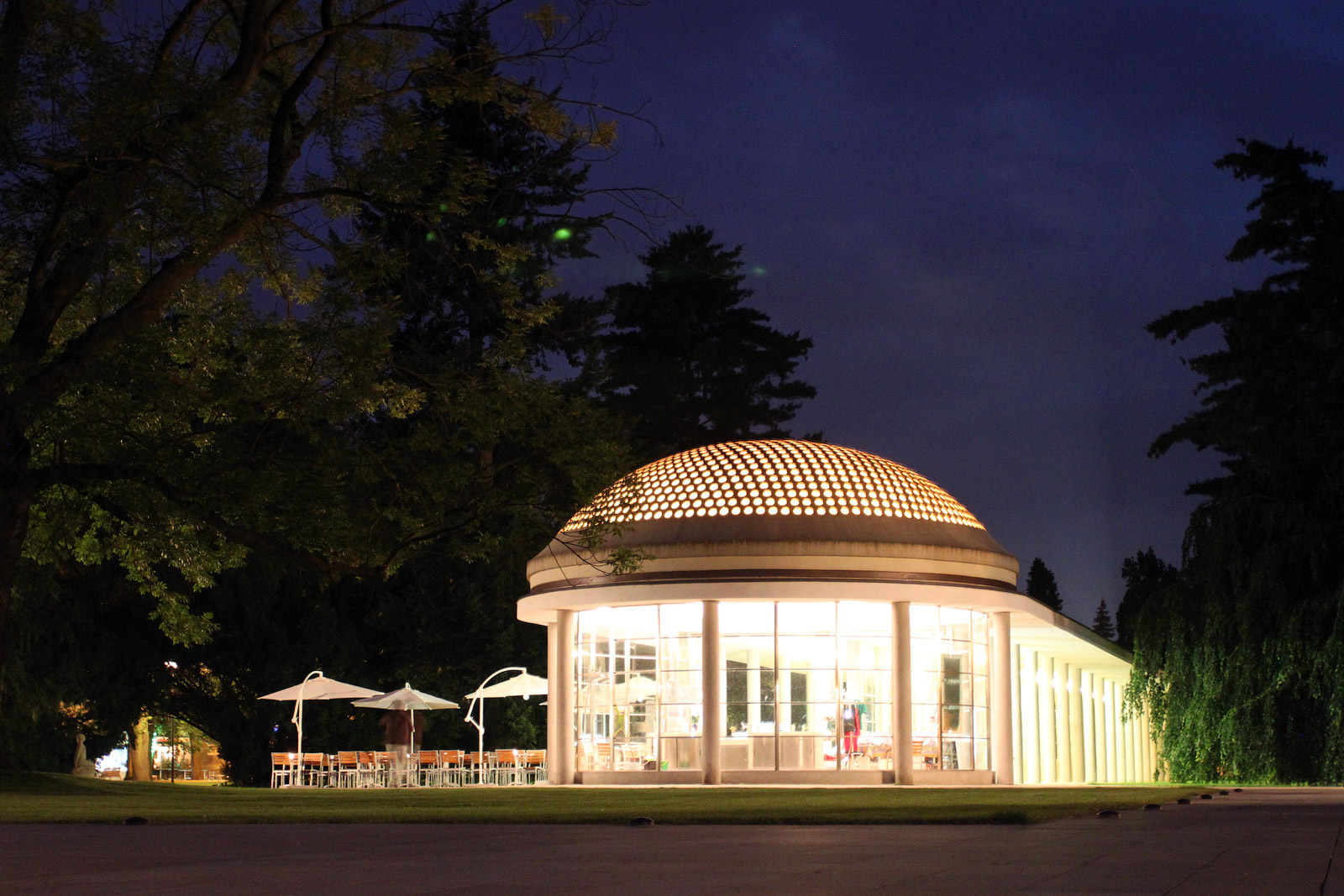
Libenského kolonáda v Poděbradech

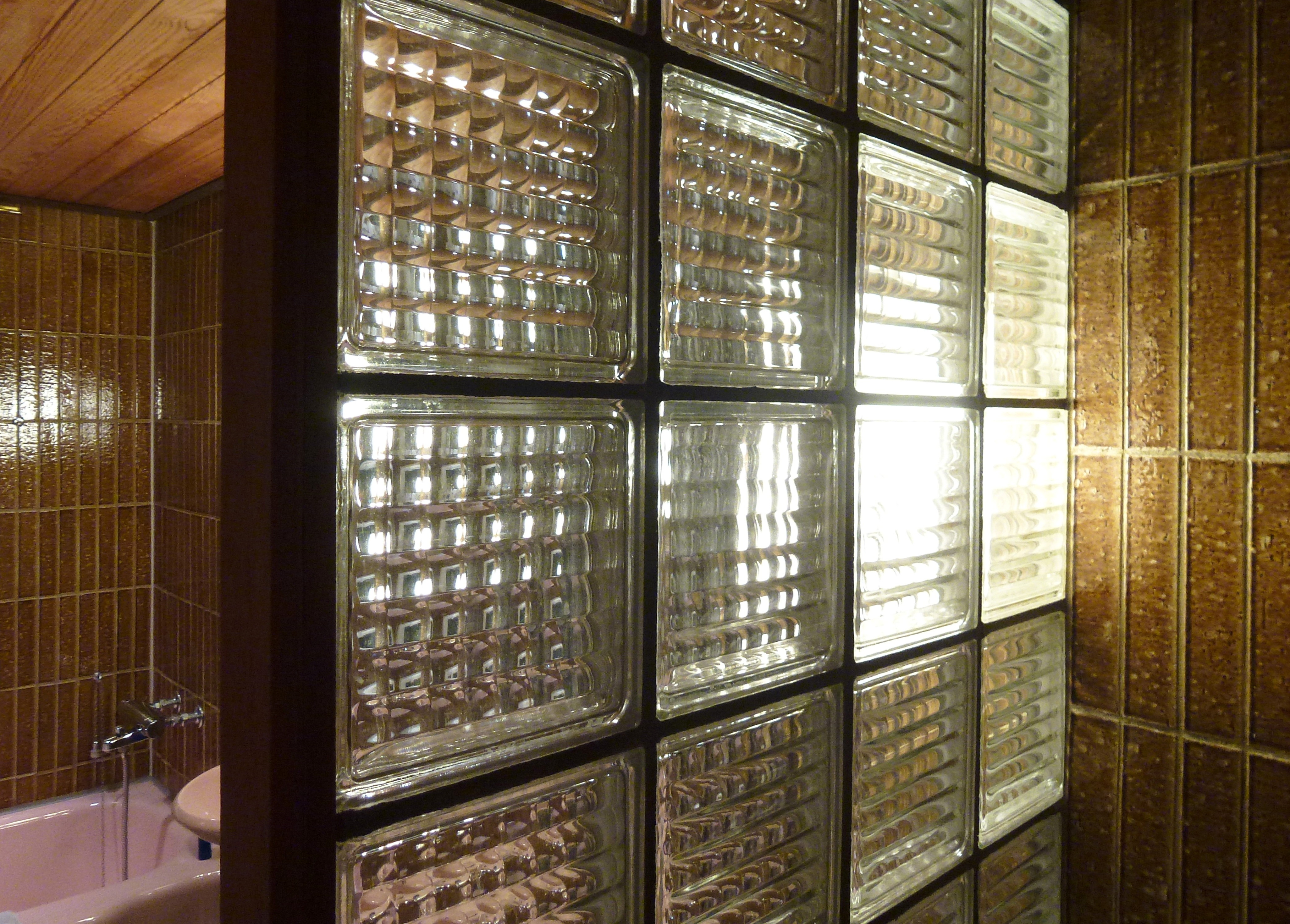
Sklobetonová příčka v koupelně (Švédsko)

Zde se sklobeton používá nejčastěji na zastropení prostor vyžadujících větší přístup denního světla. Příkladem mohou být stropy sklepních světlíků, ateliéry, nebo pasáže (Václavská pasáž na Karlově náměstí v Praze). Geometrický tvar zastropení může být charakteru rovinné desky nebo křivky (kruhový oblouk – klenba, parabolický oblouk, atd. Po stavebně-technické stránce jsou obvyklé dvě varianty těchto stropů. První je varianta s rovným podhledem, kdy nosné trámy lícují na vnějším i vnitřním povrchu stropu se skleněnými tvarovkami. U tohoto druhu se zpravidla používají duté tvarovky. Druhou možností je sklobetonový strop s viditelnými trámy. Tento se z hlediska statického působení neliší od typu prvního. Rozdíl spočívá v tom, že na vnitřní straně stropu nosné trámy přesahují skleněné tvarovky. U této varianty se používají hlavně tvarovky, které nejsou uzavřené, tj. nemají vzduchovou dutinu. Dle statického působení můžeme rozlišit tyto stropy na tzv. jednosměrně nebo obousměrně pnuté. U jednosměrného systému jsou nosná žebra vedena pouze v jednom směru (vždy v tom půdorysně kratším). Žebra vedoucí v druhém směru tedy nejsou nosné a jejich únosnost se při návrhu nezohlednuje. U  obousměrného systému se vedou nosná žebra v obou směrech. Tento druhý systém se používá k zastropení půdorysů o poměrech rozměrů cca 1:1,5.

### Nenosné konstrukce
Zejména zde našly sklobetonové konstrukce své uplatnění jako příčky a výplně otvorů. Příčky se staví z uzavřených dutých tvárnic, u starších objektů se můžeme setkat i s tvárnicemi plnými. Tvárnice se kladou na sebe a do ložných spár se vkládá betonářská výztuž nebo pásková ocel. Příčka se musí ukotvit do přiléhajícího zdiva. Buď se do zdiva vysekají drážky hluboké min. 25 mm a široké min. 50 mm. Při vyzdívání příčky se pak do drážky provádí betonový rám vyztužený betonářskou ocelí. Rám musí být v drážce uložen do pružné vložky, (vyrobené např. z plsti), která se do drážky vloží před započetím práce. Jestliže drážku nelze vysekat (železobetonové stěny), potom se příčka kotví do ocelového U profilu upevněného k nosným stěnám hmoždinkami, případně nastřelením. 
Je-li příčka vyšší než 3 metry, dělí se železobetonovým trámem. Je třeba zdůraznit, že sklobetonové tvárnice nesmějí být přímo zatíženy váhou konstrukcí nad příčkou. Příčky o velké ploše se člení dilatačními spárami na plochy o velikosti asi 12 m čtverečních. Výplně otvorů se provádějí stejně a platí zde stejné zásady. Pro dosažení požadovaného tepelného odporu musí být výplně oddělující vnitřní a vnější prostory vždy provedeny z dutých tvarovek. 
Velká staveništní pracnost vedla u nenosných sklobetonových prvků k jejich prefabrikaci. Prefabrikáty se používají většinou jako výplně otvorů (okna). Vyrábějí se v modulových rozměrech a do stavby jsou montovány pomocí zdvihací techniky, např. autojeřábu.